# Dysmachus albiciliatus
Dysmachus albiciliatus là một loài ruồi trong họ Asilidae. Dysmachus albiciliatus được Loew miêu tả năm 1854.